# Kelleigh Ryan
Kelleigh Ryan (15 gennaio 1987) è una schermitrice canadese.

## Palmarès
In carriera ha conseguito i seguenti risultati:
- Giochi Panamericani:

Guadalajara 2011: argento nel fioretto a squadre.